# Kristián Vallo
Kristián Vallo (Žilina, 2 de junio de 1998) es un futbolista eslovaco que juega en la demarcación de lateral derecho para el MFK Karviná de la Liga de Fútbol de la República Checa.

## Selección nacional
Tras jugar en varias categorías inferiores de la selección, finalmente hizo su debut con la selección de fútbol de Eslovaquia el 22 de septiembre de 2022 en un encuentro de la Liga de Naciones de la UEFA 2022-23 contra Azerbaiyán que finalizó con un resultado de 1-2 a favor del combinado azerí tras el gol de Erik Jirka para Eslovaquia, y de Renat Dadaşov y Hojjat Haghverdi para el combinado azerí.

## Clubes
| Club           | País            | Año       | Partidos | Goles |
| -------------- | --------------- | --------- | -------- | ----- |
| MŠK Žilina "B" | Eslovaquia      | 2015-2019 | 75       | 13    |
| MŠK Žilina     | Eslovaquia      | 2016-2021 | 86       | 6     |
| Wisła Płock    | Polonia         | 2021-2024 | 65       | 3     |
| MFK Karviná    | República Checa | 2024-     | 20       | 2     |